# Маракай
Марака́й (исп. Maracay) — город на севере Венесуэлы. Столица и крупнейший город штата Арагуа.
Население —  419 052 жителей (2021)
Город расположен в 25 км от побережья Карибского моря, от которого его отделяет горный хребет, в 80 км западнее Каракаса, в 3 км к востоку от озера Валенсия.
Промышленный центр: текстильная, бумажная, табачная и др. промышленность. Центр сельскохозяйственного региона, где выращиваются какао, кофе, табак.
В городе находится мавзолей венесуэльского диктатора Хуана Винсенте Гомеса.

## История
Официально учрежденный 5 марта 1701 года епископом Диего де Баньосом в долинах Токопилья и Тапатапа (то, что сегодня известно как центральная долина Арагуа) в северной Венесуэле.
Согласно наиболее общепринятому объяснению, город был назван в честь местного вождя коренного населения и относится к «Маракайо», маленькому тигру. Альтернативные этимологии приводят местное ароматическое дерево под названием Мара .
Маракай пережил быстрый рост во время диктатуры Хуана Висенте Гомеса (1908–1935). Гомес считал Маракай подходящим местом для проживания во время своего правления и приказал построить Триумфальную Арку, бычью площадь (точную копию как в Севилье , Испания), оперный театр, зоопарк, и, прежде всего, отель "Jardín (Garden Hotel)", величественный туристический аттракцион с очень большими садами. В городе находится мавзолей Гомеса, где хранятся останки диктатора.

## Экономика и транспорт
Один из важнейших городов Венесуэлы, Маракай - это прежде всего промышленный и коммерческий центр, в котором производятся бумага , химикаты для текстиля , табак, цемент, крупный рогатый скот, пищевые продукты, мыло и парфюмерия.
Территории вокруг Маракая являются сельскохозяйственными: сахарный тростник, табак, кофе и какао выделяются в качестве основных продуктов. Есть также скотоводство и лесозаготовки. Деятельность венесуэльских вооруженных сил также вносит большой вклад в экономику Маракая.
Маракай имеет хорошие транспортные средства и инфраструктуру. Город связан с большинством других важных мест за счет центрального регионального шоссе. Он также имеет хороший доступ к небольшой национальной железнодорожной сети Венесуэлы. Город может похвастаться национальным аэропортом Гидропланов, расположенным на берегу озера Валенсия. В городе нет системы метро, но одна линия находится в стадии планирования.

## Армия
Маракай - город, находящийся под сильным влиянием военных. Маракай является колыбелью венесуэльской авиации и является домом для двух крупнейших баз ВВС в стране. Здесь размещаются истребители Венесуэлы F-16, а также новые самолеты Су-30МКЕ, приобретенные правительством Венесуэлы.
Другие военные объекты включают в себя 4-ю танковую дивизию армии иосновную базу (+) учебный центр десантников Венесуэлы.
Здесь также находится государственный завод по производству боеприпасов и оружия, который производит венесуэльскую версию винтовки FN FAL ( Fusil Automatique Leger - Light Automatic Rifle) и АК-103 ; а также боеприпасы для обеих моделей.

## Заповедники
Горы на северной стороне Маракайя, которые отделяют его от побережья, составляют национальный парк Анри Питтье , названный в честь швейцарского натуралиста, изучавшего их. Парк - очень пышный тропический лес с большим разнообразием папоротников . Две очень извилистые дороги прорезают парк через горы к побережью. Один, начиная с северо-центральной части города, известного как Урбанисасьон Эль Кастаньо, переходит в пляжный городок Хорони . Другой, начиная с северо-западной части города Эль Лимон, выходит на Окумаре-де-ла-Коста и пляжи Ката и Куягуа.

## Высшие учебные заведения и культурные объекты
В Маракайе находится факультет ветеринарии и агрономии Центрального университета Венесуэлы и расширение Университета Карабобо .
Здесь находится главный кампус UNEFA (военный университет, открытый для гражданских лиц). Специализации включают в себя электронику, авиационное и гражданское строительство, а также другие дисциплины, такие как авионика.
Также в этом городе находится башня Синдони, одно из самых высоких зданий Южной Америки

## Религия
Покровителем города считается святой Иосиф.
В городе нет синагоги. Однако в 2014 году девять коренных жителей обратились в консервативный иудаизм в Валенсии после трёхлетнего курса обучения. В 2016 году министерство внутренних дел Израиля отказало им в эмиграции в Израиль, предположив, что они не «принадлежали к еврейской общине» в Маракайе.